# Heart of China
Heart of China is een point-and-click grafisch avonturenspel uit 1991 ontwikkeld door Dynamix en verdeeld door Sierra On-line. 

## Verhaal
Het spel begint in Hongkong ergens in de jaren 1930. Voormalig WO I-vechtpiloot Jake "Lucky" Masters wordt door de rijke handelsman E.A. Lomax aangenomen voor een gevaarlijke missie: zijn dochter Kate, een verpleegster, werd door de wrede krijgsheer Li Deng ontvoerd en opgesloten in zijn fort in Chengdu. Lucky dient Kate te redden, maar daarvoor heeft hij de hulp nodig van ninja Zhao Chi. Lucky krijgt een groot bedrag als hij in zijn opdracht slaagt, maar zolang Kate niet gered is, wordt dat bedrag dagelijks met 20 000 Amerikaanse dollars verminderd.
Nadat Lucky, Chi en Kate ontsnappen wordt zij gebeten door een giftige slang. Het enige antigif bevindt zich in Kathmandu in Nepal. Verder dienen ze ook nog af te reizen naar Istanboel en Parijs.

## Spelbesturing
Het spel heeft drie verschillende eindes. De drie hoofdpersonages kunnen op diverse plaatsen sterven waardoor het spel wordt beëindigd en de speler een savegame moet inladen. Andere acties zorgen ervoor dat er mogelijke vertragingen worden opgelopen en daardoor het geldbedrag zakt. Verder dient de speler ook onderling van personage te wisselen en stuurt hij dus zowel Lucky, Chi als Kate aan.